# Araneus haploscapellus
Araneus haploscapellus este o specie de păianjeni din genul Araneus, familia Araneidae. A fost descrisă pentru prima dată de Strand, 1907. Conform Catalogue of Life specia Araneus haploscapellus nu are subspecii cunoscute.